# Троицкое (Кемеровская область)
Тро́ицкое — село в Ижморском районе Кемеровской области. Административный центр Троицкого сельского поселения.

## География
Центральная часть населённого пункта расположена на высоте 205 м над уровнем моря.

## История
В 1925—1930 годах и в 1946—1953 годах Троицкое было административным центром Троицкого района.

## Население
| 2010 |
| ---- |
| 699  |

### Половой состав
По данным Всероссийской переписи населения 2010 года в селе Троицкое проживало 699 человек (345 мужчин, 354 женщины).